# Lucas Franchoys l'Ancien
Lucas Franchoys l'Ancien (ou Lucas Franchoys I, 1574–1643) est un artiste peintre flamand.

## Biographie
Lucas Franchoys est né à Malines le 23 ou le 25 janvier 1574. Il naît dans une famille d'artistes ; son beau-frère Hendrick Fayd'herbe, et son neveu, Lucas Faydherbe, sont des sculpteurs flamands, ce dernier étant particulièrement important.
Il devient un maître de la guilde de Saint-Luc de Malines en 1599. Entre 1613 et 1640, il est fait doyen de la guilde à six reprises.
Il se marie le 13 janvier 1605 avec Catharina du Pont, avec qui il a trois filles et deux fils. Il enseigne la peinture à ses deux fils Lucas Franchoys le Jeune et Peter Franchoys.
Il devient peintre de cour à Paris et à Madrid, de 1602 à 1604. À Paris, il travaille pour le prince Henri II de Bourbon-Condé, pour qui il peint de nombreux portraits,.
En 1610, il peint la Pietà pour la cathédrale Saint-Bavon de Gand.
Lucas Franchoys meurt à Malines le 16 septembre 1643.

## Œuvre

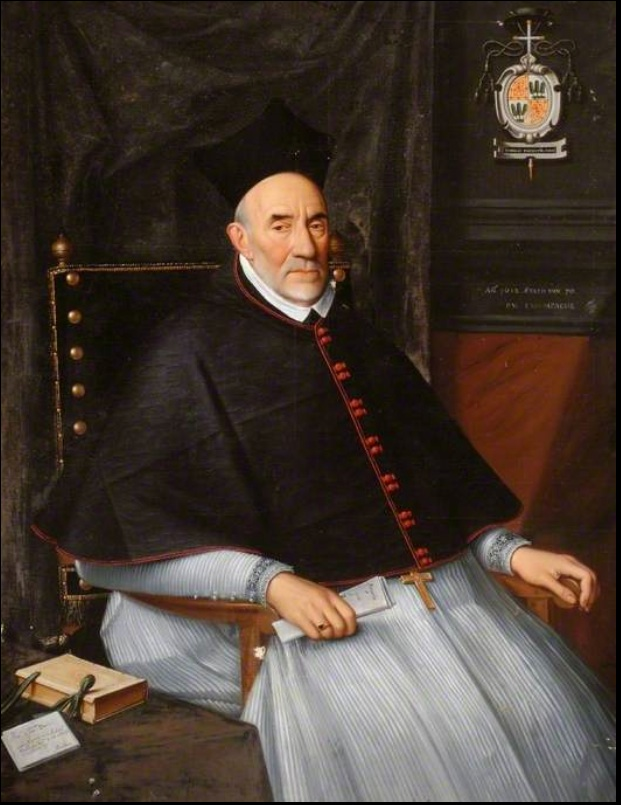
Portrait de Mathias Hovius (1612).

Le biographe néerlandais Arnold Houbraken décrit Franchoys comme un peintre connu pour ses portraits et ses allégories historiques. Ses clients sont principalement issus des classes hautes de la société néerlandaise.

## Conservation
- Rijksmuseum Amsterdam[5]
- Musées royaux des beaux-arts de Belgique[6]